# Secrétariat d'État aux Services sociaux (Espagne)
Le secrétariat d'État aux Services sociaux d'Espagne (en espagnol : Secretaría de Estado de Servicios Sociales) est le secrétariat d'État chargé de la cohésion et inclusion sociale, de la protection de l'enfance et du soutien aux personnes handicapées entre 2004 et 2008 puis entre 2011 et 2020.
Il relève du Ministère de la Santé, de la Consommation et du Bien-être social.

## Missions

### Fonctions
Le secrétariat d'État aux Services sociaux et à l'Égalité est chargé de :
- la promotion des services sociaux et du développement de la coopération avec les organisations non-gouvernementales ;
- la protection et la promotion des familles et de l'enfance ainsi que la prévention des situations de besoin ;
- l'attention et le soutien aux personnes handicapées ;
- la promotion des politiques d'égalité, de non-discrimination et d'accessibilité universelle ;
- du développement des politiques de réduction de la consommation de drogues ;
- la coordination des politiques de l'État en matière d'égalité de traitement et de chance ;
- du développement des mesures visant à la conciliation de la vie personnelle, familiale, et professionnelle ;
- la proposition de mesures visant à lutter contre l'exploitation sexuelle des femmes ;
- du suivi des accords internationaux en matière d'égalité.

### Organisation
Le secrétariat d’État s'organise de la manière suivante :
- Secrétariat d'État aux Services sociaux et à l'Égalité (Secretaría de Estado de Servicios Sociales e Igualdad) ; 
  - Délégation du gouvernement à la violence de genre ;
  - Direction générale des Services pour la famille et l'enfance ;
  - Direction générale des Politiques de soutien au handicap ;
  - Délégation du gouvernement pour le plan national des drogues ;
  - Institut des Anciens et des Services sociaux ;
  - Institut de la Jeunesse ;
  - Conseil de la Jeunesse ;
  - Institut de la Femme et pour l'Égalité des chances.

## Titulaires
| Titulaire                                                                     | Titulaire                 | Début      | Fin        | Parti | Ministre                          |
| ----------------------------------------------------------------------------- | ------------------------- | ---------- | ---------- | ----- | --------------------------------- |
|                                                                               | Amparo Valcarce           | 20/04/2004 | 28/04/2009 | PSOE  | Jesús Caldera Mercedes Cabrera    |
| Secrétariat général de la Politique sociale et de la Consommation (2009-2011) |                           |            |            |       |                                   |
|                                                                               | Juan Manuel Moreno        | 31/12/2011 | 08/03/2014 | PP    | Ana Mato                          |
|                                                                               | Susana Camarero Benítez   | 08/03/2014 | 19/11/2016 | PP    | Ana Mato Alfonso Alonso           |
|                                                                               | Mario Garcés Sanagustín   | 19/11/2016 | 09/06/2018 | PP    | Dolors Montserrat                 |
|                                                                               | María Pilar Díaz López    | 09/06/2018 | 06/10/2018 | PSOE  | Carmen Montón María Luisa Carcedo |
|                                                                               | Ana Isabel Lima Fernández | 06/10/2018 | 15/01/2020 | PSOE  | María Luisa Carcedo               |
| Secrétariat d'État aux Droits sociaux (depuis 2020)                           |                           |            |            |       |                                   |
| Titres successifs : - 2018-2020 : Services sociaux                            |                           |            |            |       |                                   |